# Hypericum brasiliense
Hypericum brasiliense är en johannesörtsväxtart som beskrevs av Jacques Denys Denis Choisy. Hypericum brasiliense ingår i släktet johannesörter, och familjen johannesörtsväxter. Inga underarter finns listade i Catalogue of Life.